# 杉岡品子
杉岡 品子（すぎおか しなこ）は、日本の心理学者・看護学者。臨床心理士・看護師。
東京都立広尾看護専門学校卒業。1994年より東京都内の都立病院に看護師として勤務。救急救命士取得。2003年北海道医療大学看護学部医療福祉学科卒業。2005年札幌学院大学大学院臨床心理学研究科修士課程修了。2006年に臨床心理士を取得し、北海道浅井学園大学短期大学部人間総合学科専任講師。2009年北翔大学生涯スポーツ学部准教授。2013年日本森田療法学会認定心理療法士。2014年北翔大学生涯スポーツ学部教授。
この他に、札幌市スクールカウンセラーも務める。

## 著書
- 『教職論　保育者・教師の仕事をつかむ』（木山徹哉ほか共編、分担執筆、ミネルヴァ書房、2017年）
- 「野外教育学研究法」(日本野外教育学会編　分担執筆、杏林書院、2018年)